# Горењски партизански одред
Горењски народноослободилачки партизански (НОП) одред је био партизанска јединица у саставу Народноослободилачке војске и партизанских одреда Југославије током Другог светског рата у Југославији.

## Историјат
Формиран у другој половини јуна 1942. прерастањем 1. батаљона 1. групе одреда у два батаљона: Јесенишки (Цанкарјев) и Покљушки (Прешернов). Дејствовао је у Горењском, око Пољанске и Селшке долине на десној обали Саве, с ослонцем на планине: Можакљу, Покљуку и Јеловицу, око Крања. Августа и септембра 1942. за време немачке офанзиве на јединице 1. групе одреда, у чијем је саставу дејствовао, Одред је претрпео осетне губитке. Крајем маја 1943. имао је девет батаљона са око 1200 бораца. У то време рушио је и онеспособљавао друмове и железничке пруге Јесенице—Љубљана и Јесенице—Горица, вршио нападе на мање непријатељеве јединице, војне и индустријске објекте. Ноћу 17/18. маја 1943. његови делови продрли су у Бистрицу на Драви, уништили фабрику акумулатора за авионе, пилану и хидроцентралу, а из концентрационог логора ослободили 42 руска интернирца. Када је 12. јула од Одред формирана 7. бригада Франце Прешерн, од преосталих бораца формиран је нов Одред јачине 3 батаљона. Крајем 1943. и током 1944, Одред је спроведеном мобилизацијом попуњавао не само јединице у Горењском, већ и јединице 7. и 9. корпуса. И у овом периоду Одред је вршио успешне диверзије на путним и железничким комуникацијама Јесеницц—Љубљана, Јесенице—Горица и Јесенице—Целовец. У току 1944. између осталог, јединице Одред су у два наврата порушиле водовод за јесеничку Железарну (11. јануара и 27. јула), а 19. јула демолирале фабрику Заберт код Крања и зграду хотела Парк на Бледу, којом се користио окупатор. Почетком августа 1944. Одред је преформиран у Скорјелошки и Кокршки НОПО, а септембра 1944. је формиран и Јесенишко-бохињски НОП одред.